# Союз-23
Союз-23 — космічний корабель (КК) серії «Союз». Серійний номер 65. Реєстраційні номери: NSSDC ID: 1976-100A; NORAD ID: 9477. Планувався політ до орбітальної станції Салют-5 («Алмаз-3»), але через збій системи стикування припинений достроково. Здійснено посадку в озері Тенгіз

## Екіпаж
- Основний

Командир Зудов В'ячеслав Дмитрович
Бортінженер Рождественський Валерій Ілліч
- Дублерний

Командир Горбатко Віктор Васильович
Бортінженер Глазков Юрій Миколайович
- Резервний

Командир Березовий Анатолій Миколайович
Бортінженер Лисун Михайло Іванович

## Хронологія польоту
14 жовтня 1976 року о 17:39:18 UTC з космодрому Байконур ракетою-носієм Союз-У (11А511У) запущено КК Союз-23 з екіпажем Зудов/Рождественський.
16 жовтня при наближенні до орбітальної станції Салют-5 («Алмаз-3») на 100 метрів система стикування корабля дала збій. Датчики вказували неправильну бічну швидкість, тому двигун здійснював непотрібну корекцію під час зближення. Автоматичну систему відключили, але на стикування вручну не вистачило палива.
16 жовтня о 17:45:53 UTC КК Союз-23 приземлився вночі за місцевим часом в озері Тенгіз за два кілометри від берега за 140 км на південний схід від міста Аркалик при температурі -20 градусів Цельсія в сніговому бурані. Лід проломився, капсула потрапила у воду, але була на плаву, парашут намок, заповнився водою і затягнув капсулу нижче поверхні води, капсула стала замерзати. Опалювальні системи капсули вимкнулись для економії заряду акумуляторних батарей. Рятувальні амфібії спробували витягти капсулу, але не могли досягти її. Нарешті плавці прикріпили кабель до вертольота. Капсула була занадто важкою для підйому вертольотом, тому її тягли кілька кілометрів, щоб витягти на берег. Тільки вранці екіпаж зміг вийти з капсули. Рятувальники дуже здивувались, що екіпаж живий.
Офіційно оголошено про відпрацювання пошуку і порятунку екіпажу після першої посадки на воду.